# Аутокед
Аутокед је један од најпознатијих рачунарских програма за рачунарско пројектовање. Аутор програма је компанија Аутодеск која нуди преко 75 специјализованих софтверских алата и помагала за различита експертска подручја (машиноградња, електрика, електроника, грађевинарство, архитектура, пејзажна архитектура, картографија, геодезија, ватрозаштита итд).

## Основни опис рада
Основни програм — Аутокед - је софистицирани пројектантски алат широке, може се рећи универзалне, намјене који подржава дводимензионално пројектовање, којим се практично замјењује класично пројектовање на папиру, односно таблу за цртање, шестар и лењир, и тродимензионално моделовање сложених објеката који се у „моделном простору“ (енгл. model space) могу произвољно зумирати, нагињати, окретати, приказивати у пројекцијама, погледима и пресјецима из свих смјерова, са перспективним ефектом или без њега, произвољно освјетљавати и рандеровати, тако да тродимензионални приказ имитира фотографију виртуелног објекта који постоји само у меморији рачунара.
За разлику од алтернативних софтверских производа за 2Д и 3Д моделовање, Аутокед је специфичан по софистицираном (можда мало и прекомпликованом) систему мјерила и висока прецизност која може ићи и испод милимикрона и систем димензионирања (котирања) размјере са аутоматским рачунањем који задовољава и најстроже техничке стандарде. Уз извјесне услове, котирање је асоцијативно, тј. аутоматски слиједи измјене геометрије обрађиваног модела.
Радни простор Аутокеда чини простор за тродимензионално моделовање и произвољан број радних простора који се могу користити у режимима „папир“ и „модел“. У режиму „модел“ на радним листовима се могу отварати пројекције и погледи (енгл. viewport) на тродимензионални модел направљен у простору за моделирање. У режиму „папир“, радни простори немају никакве корелације са тродимензионалним моделом, и у том се режиму погледи (ако су уопште креирани) не могу активирати. Моделни и папирни простор се у начелу користе одвојено, односно не организују се у истом радном простору.

## Тродимензионални режим
Простор за моделовање и радни простори у режиму „модел“ чине „моделни простор“ у којем се дефинише (конструише, мијења, димензионира-котира и описује) један тродимензионални модел, који међутим може бити врло сложен и садржати велики број саставних елемената. У радним просторима у режиму „модел“ могу се отварати пројекције на било коју раван или пресјеци и погледи из било ког смјера на тродимензионални модел. Простор за моделовање и пројекције у радним просторима аутоматизовано сарађују, тако да се свака промјена у било ком радном простору или на моделу у простору за моделирање рефлектује на модел, тј. аутоматски се ажурира на свим осталим радним листовима. Простор за моделовање је неограничен, а модел се може неограничено зумирати у смјеру проширења обухвата или повећања детаља без губитка прецизности размјере или резолуције.

## Дводимензионални режим
У режиму „папир“ радни простори представљају независне папире међу којима нема никакве повезаности, па се користе на начин уобичајен у класичном „папирском“ пројектовању за цртање дводимензионалних пројекција и пресјека. Такве су пројекције „пљоснате“, тј. не могу се окретати у простору и немају промјенљив угао гледања. На сваком радном листу се може приказати други објекат или други елемент сложеног објекта чији је саставни цртеж такође садржан у једном или више радних простора. Скуп радних простора у режиму „папир“ представља „папирни простор“ Аутокеда (енгл. paper space). Погледи и пројекције тродимензионалног модела не могу се активирати у папирном простору, а објекти уцртани у папирни простор уопште се не приказују у простору за тродимензионално моделовање.

## Рад у слојевима
У оба режима у свим радним просторима и погледима или пројекцијама цртање се изводи на произвољном броју прозирних слојева (енгл. layers). Поједини објекти или групе цртежних елемената (коте, шрафуре, помоћне конструктивне линије исл.) могу се исцртати у засебним слојевима. Сваки слој се може засебно форматирати (дебљина, врста и боја линија идр.) и по потреби сакрити, тј. на њему садржани објекти могу се учинити невидљивим у једном или више радних простора.

## Блокови
Блокови су обједињене групе објеката или цртежних елемената који чине засебну цјелину и понашају се као један елемент или објекат. Блокови направљени у једном радном простору или пројекту могу се користити у другом радном простору или пројекту, могу се копирати, брисати итд. као један елемент. Могу се поново раставити на елементе од којих су сачињени.
Често кориштене елементе или објекте (вијци, инсталацијски елементи, машински склопови, архитектонски детаљи и намјештај итд.) згодно је спремити као именоване блокове, па их се по потреби може позвати и уклопити у било који радни простор или пројект. Колекције блокова штеде конструисање истих конструктивних детаља и значајно скраћују вријеме пројектовања.
Скромна колекција таквих елемената садржана је и у самом Аутокеду.
Од верзије 2006 новост су „динамички блокови“. Наиме, блоку се могу придружити динамичка својства и на темељу тих својстава умјесто нпр. блока врата у архитектури који има више димензија, смјерова отварања, количине детаља, то све замјењујемо једним блоком који има сва та својства и мијења их једним кликом умјесто досадашњих више команди које користимо да бисмо добили жељени изглед блока. Један динамички блок врата може садржати преко 500 комбинација врата.